# Во (Виченца)
Во (итал. Vo) је насеље у Италији у округу Виченца, региону Венето.
Према процени из 2011. у насељу је живело 909 становника. Насеље се налази на надморској висини од 42 м.